# Білоус Олександр В'ячеславович
Олександр Білоус (нар. 1981, Васильків) — український юрист, адвокат, кандидат юридичних наук, заслужений юрист України. Обіймав керівні посади в органах прокуратури, Міністерстві юстиції та інших державних установах. З вересня 2024 року — керівник апарату Національної комісії, що здійснює державне регулювання у сферах енергетики та комунальних послуг (НКРЕКП).[відсутнє в джерелі] З серпня 2025 року Заступник Міністра юстиції України. 

## Освіта
- 2003 — закінчив бакалаврат Національного університету «Києво-Могилянська академія» за спеціальністю «правознавство».[2][відсутнє в джерелі]
- 2004 — отримав ступінь магістра права в Національному університеті «Києво-Могилянська академія» (кваліфікація — магістр, викладач вищої школи).[2]
- 2021 — здобув науковий ступінь кандидата юридичних наук.

## Трудова діяльність
- 2002—2004 — юрисконсульт.
- 2004—2007 — старший викладач кафедри державно-правових наук факультету правничих наук Національного університету «Києво-Могилянська академія».[2]
- 2007—2010 — головний консультант, згодом заступник завідувача відділу Служби з представництва в судах України інтересів Президента України та зв'язків з Конституційним Судом України Секретаріату Президента України.
- 2010—2011 — заступник начальника управління — начальник відділу державної виконавчої служби Оболонського та Голосіївського районних управлінь юстиції у місті Києві.
- 2011—2012 — помічник Міністра юстиції України.
- 2014—2022 — заступник начальника управління, заступник начальника Головного управління Генеральної прокуратури України; перший заступник прокурора Миколаївської області.[3][відсутнє в джерелі]
- 2022—2023 — прокурор відділу представництва інтересів держави в суді Прокуратури Автономної Республіки Крим та міста Севастополя.
- 2023—2024 — помічник генерального директора Акціонерного товариства «Оператор ринку».[4][відсутнє в джерелі]
- 2024-2025 - керівник апарату Національної комісії, що здійснює державне регулювання у сферах енергетики та комунальних послуг (НКРЕКП).[1]
- з серпня 2025 року - заступник Міністра юстиції України

## Відзнаки
- 2019 — присвоєно почесне звання «Заслужений юрист України».

## Особисте життя
Одружений. Виховує сина.